# Mambba
Pour les articles homonymes, voir Mamba (homonymie).
Mambba, est une coloriste de bande dessinée.

## Albums

### Mise en couleur
- Boris de Guy Michel et Dranael (2007)
- L'Epte d'Eriamel et Darvil (2007)
- La XIe Plaie de Nicolas Tackian et Joan Urgell (2008)